# Vertrag von Guadalupe Hidalgo

Gebietsabtretungen Mexikos an die USA: Mexikanisch-Amerikanischer Krieg (rot), Gadsden-Kauf (gelb)

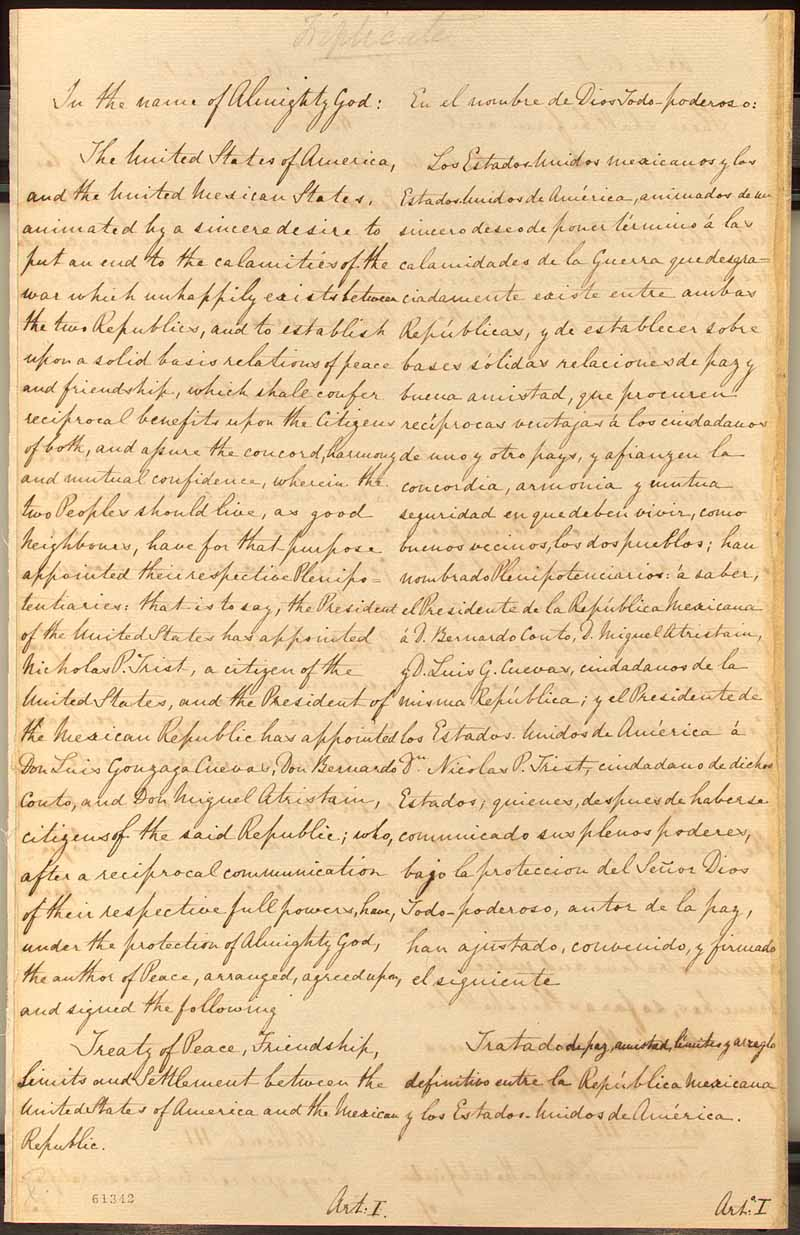
Der Vertrag in Englisch (links) und Spanisch

Der Vertrag von Guadalupe Hidalgo vom 2. Februar 1848 beendete den Mexikanisch-Amerikanischen Krieg (1846–1848). Nach den Niederlagen, die Mexiko im Krieg erlitten hatte, blieb der mexikanischen Regierung keine andere Möglichkeit als die Unterzeichnung des Vertrages.
Der Vertrag wurde am 2. Februar 1848 auf dem Altar der alten Basilika Unserer Lieben Frau von Guadalupe durch Nicholas Trist für die Vereinigten Staaten und Luis G. Cuevas, Bernardo Couto und Miguel Atristain für Mexiko unterzeichnet und am 10. März vom Senat der Vereinigten Staaten sowie am 19. Mai von der mexikanischen Regierung ratifiziert.  Guadalupe Hidalgo ist heute ein Ortsteil  von Mexiko-Stadt.

## Inhalt
Im Vertrag wurde die Grenze zwischen den Vereinigten Staaten und Mexiko neu geregelt. Der Krieg erbrachte für die Vereinigten Staaten erhebliche Gebietsgewinne. Die Zugehörigkeit von Texas zu den USA wurde von Mexiko anerkannt und die texanische Grenze an den Rio Grande verlegt. Außerdem gingen die mexikanischen Verwaltungseinheiten Alta California und Nuevo Mexico an die USA. Damit gewannen die Vereinigten Staaten das gesamte Gebiet zwischen den Rocky Mountains und der Pazifikküste: die heutigen Bundesstaaten Kalifornien, Arizona, New Mexico, Utah, Nevada, Texas und einen Teil von Colorado und Wyoming.
Als Gegenleistung zahlten die USA an Mexiko 15 Millionen Dollar (in heutiger Kaufkraft 615 Mio. US $) und stimmten zu, alle Amerikaner auszuzahlen, die noch Forderungen an Mexiko offen hatten. Dafür musste die US-Regierung weitere 3,25 Millionen Dollar (in heutiger Kaufkraft 133 Mio. US $) aufwenden. Alles private Grundeigentum in den auf die USA übertragenen Gebieten wurde durch die USA garantiert. Dies betraf vor allem die in Nuevo Mexico üblichen großen Land Grants, aber auch individuelle Wassernutzungsrechte in Kalifornien.
Der Vertrag von Guadalupe Hidalgo gab außerdem den Mexikanern, die im jetzigen Südwesten der USA lebten, die Möglichkeit zu optieren, das heißt entweder innerhalb eines Jahres nach Mexiko auszuwandern oder die US-amerikanische Staatsangehörigkeit anzunehmen. Die meisten wurden US-Staatsbürger.

## Weitere Entwicklung
1853 erwarben die Vereinigten Staaten im Gadsden-Kauf einige weitere Gebiete von Mexiko, wodurch die bis heute gültige Grenze zwischen den Vereinigten Staaten und Mexiko entstand.